# Боровиков Віктор Олександрович
Віктор Олександрович Боровиков (нар. 5 січня 1949, Москва, СРСР — пом. 26 вересня 2014, Москва, Росія) — радянський футболіст та російський тренер, півзахисник.

## Життєпис
Вихованець ДЮСШ «Спартак» Москва (2-е відділення).
C 1966 роки грав за дубль «Спартака», у 1971 році провів шість матчів у чемпіонаті. Потім виступав за «Чорноморець» (Одеса), «Іскру» (Смоленськ), «Торпедо» (Владимир), «Кузбас» (Кемерово) та «Волгу» (Горький).
По завершенні кар'єри гравця займався тренерською діяльністю.

## Титули і досягнення
- Чемпіон Європи (U-18): 1967